# Edith (cráter)

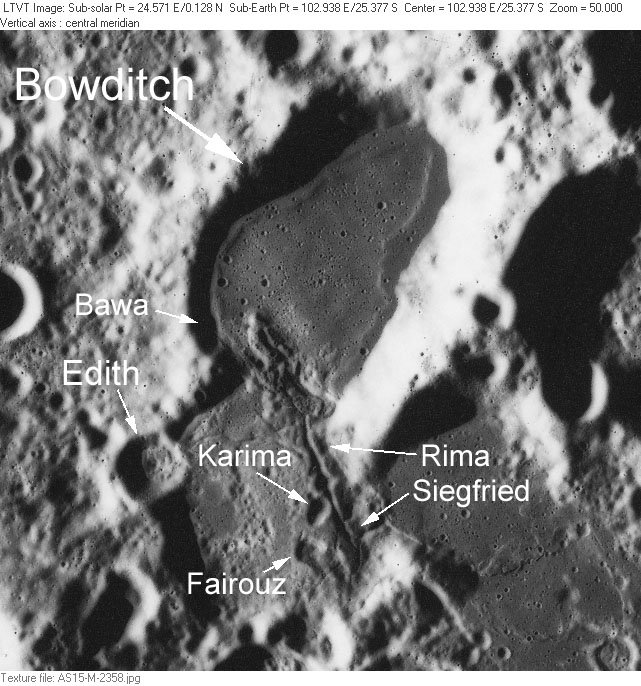
Imagen de la misión Apolo 15

Edith es un pequeño cráter de impacto perteneciente a la cara oculta de la Luna. Está situado en la costa noroeste del Lacus Solitudinis, en el costado oeste del cráter Bowditch y entre Titius (al oeste suroeste) y Perel'man (al estenoreste). Sus vecinos más cercanos son otros tres pequeños cráteres: Bawa (al noreste); y Fairouz y Karima (al sureste). Pese a solo contar con algo menos de 7 km de diámetro, es el mayor del grupo de cráteres que rodean a Bowditch.
|  |

Es un cráter casi circular, con forma de cuenco, adosado por el exterior al borde oeste de Bowditch. Posee una pequeña plataforma interior y carece de signos de erosión destacables. El nombre fue adoptado por la UAI en 1976.